# Turn It into Love
«Turn It into Love» — музыкальный сингл австралийской певицы Кайли Миноуг с дебютного альбома Kylie. Изначально сингл был издан только в Японии в конце декабря 1988 года и стал шестым синглом к альбому и последним написанным продюсерским трио Сток, Эйткен и Уотерман.

## Информация о песне
Вскоре после того как Кайли-мания охватила Японию, японская фирма Alfa International выпустила «Turn It into Love», мгновенно оккупировавший первую строчку японского международного хит-парада, где и пребывал на протяжении следующих 10 недель. Таким образом титульная песня стала третьим подряд японским хитом № 1 для Кайли. А в общем зачёте, за период, охватывавший более 12 месяцев, Кайли царила на вершине японского международного хит-парада 27 недель — это почти полугодие.
В 1988 году сингл выпускался исключительно для японского рынка.

### Список композиций
| №  | Название            | Длительность |
| -- | ------------------- | ------------ |
| 1. | «Turn It into Love» | 3:35         |
| 2. | «Made in Heaven»    | 3:24         |

### Официальные версии песен
Turn It into Love
- Album version / альбомная версия
- Single version / версия для сингла
- Extended instrumental / удлинённая инструментальная версия — была включена в только в японское CD-издание сборника «Greatest Hits 87–97» 2003 года.

Made in Heaven
- Album version / альбомная версия
- Single version / версия для сингла
- Maid in England Mix / ремикс[2]
- Heaven Scent Mix (edit) / ремикс (укороченная версия) — была включена в только в австралийское издание сингла «Never Too Late» (в формате 7")[3] и в CD-переиздание[4] 2002 года сборника «Greatest Hits 87–92».
- Heaven Scent 12" Mix (extended)  / ремикс (удлинённая версия) — был выпущен в Австралии на сборнике ремиксов «Greatest Remix Hits Volume 4» в августе 1998 года.

## Версия Хэйзел Дин
Практически одновременно с Кайли британская певица Хэйзел Дин выпустила свою версию этой песни. Продюсированием занимались также Сток, Эйткен и Уотермен. Композиция поступила в продажу в виде сингла в сентябре 1988 года и достигла 21-го места в национальном хит-параде.

### Список композиций
| №  | Название                     | Длительность |
| -- | ---------------------------- | ------------ |
| 1. | «Turn It into Love»          | 3:36         |
| 2. | «You're Too Good to Be True» | 3:54         |

## Ai ga Tomaranai (Turn It into Love)
«愛が止まらない» (англ. Ai ga Tomaranai) — сингл японского дуэта Wink.
На волне успеха оригинала песни Кайли в Японии местные авторы создали кавер-версию «Turn It into Love» на японском языке. Текст написал Неко Оикава. Композицию исполнил женский поп-дуэт Wink. 16 ноября 1988 года на лейбле Polystar сингл был выпущен в продажу на японском рынке.
Эту версию песни на родине также ждал оглушительный успех. Она возглавила национальный хит-парад Oricon и стала лейтмотивом местного телесериала «Oikaketai no!». Всего в национальном хит-параде композиция пребывала 40 недель, суммарные продажи сингла составили 645 тысяч копий. Зажив собственной жизнью и полностью утратив за прошедшие годы связь с оригиналом, кавер-версия «愛が止まらない (Turn It Into Love)» неоднократно исполнялась и была издана на альбомах японских ансамблей и музыкантов самой различной жанровой стилистики.

### Список композиций
| №  | Название                                                                                 | Длительность |
| -- | ---------------------------------------------------------------------------------------- | ------------ |
| 1. | «愛が止まらない (Turn It Into Love)» / «Ai ga Tomaranai (Turn It Into Love)»             | 3:29         |
| 2. | «Ding Ding: 恋から始まるふたりのトレイン» / «Ding Ding: Koikara Hajimaru Futarino Train» | 2:59         |

| Список кавер-версий «愛が止まらない (Turn It Into Love)» | Список кавер-версий «愛が止まらない (Turn It Into Love)» | Список кавер-версий «愛が止まらない (Turn It Into Love)» |
| Год                                                      | Исполнитель                                              | Альбом                                                   |
| -------------------------------------------------------- | -------------------------------------------------------- | -------------------------------------------------------- |
| 1995                                                     | Хидэки Сайджо                                            | Ai ga Tomaranai (愛が止まらない) (сингл)                 |
| 2001                                                     | Puffy AmiYumi                                            | The Hit Parade                                           |
| 2003                                                     | Юки Коянаги                                              | KOYANAGI the COVERS PRODUCT 2                            |
| 2003                                                     | Dream                                                    | Dream World                                              |
| 2008                                                     | Демон Когурэ                                             | GIRLS' ROCK √Hakurai                                     |
| 2009                                                     | ManaKana                                                 | Two Sing 2 (ふたりうた2 Futari Uta 2)                    |
| 2010                                                     | Дзюнъити Инагаки (дуэт с Нанасэ Айкава)                  | A Man and A Woman 3 (男と女3 Otoko to onna 3)            |
| 2011                                                     | Serial TV drama                                          | Power Spot (パワースポット Pawāsupotto)                  |